# 오스기타니촌 (미에현)
오스기타니촌(大杉谷村)은 미에현 다키군에 설치되었던 촌이다. 현재의 오다이정에 해당한다.